# غمار أقطع
غمار أقطع (الاسم العلمي: Gammarus truncatus) هو نوع من المفصليات يتبع جنس الغمار من الفصيلة الغمارية.